# Smedstorpet
Smedstorpet är en tidigare småort i Vittinge socken i Heby kommun. Det är ett parhusområde innehållandes 15 parhus, 4 garagelängor och en gemensamhetslokal väster om Vittinge samhälle. 2015 hade småorten vuxit samman med Vittinge tätort.